# Born For This
«Born For This» —en español: «Nacimos para esto»— es una canción de la banda estadounidense Paramore, incluida en su segundo álbum de estudio, Riot!. Fue lanzada como sencillo en descarga digital en ciertos países como Japón, México y Alemania. Fue escrita por Hayley Williams y Josh Farro, aunque contiene extractos de la canción «Liberation Frequency» del álbum The Shape of Punk to Come, escrita por D. Sandström, D. Lyxzén, K. Steen y J. Brannstrom, e interpretada por Refused.
Fue interpretada en directo en los álbumes Live in the UK y The Final RIOT!, ambos en 2008, y en este último la canción fue utilizada como introducción. La canción cuenta con un clip de vídeo de aproximadamente un minuto de duración, en el cual se muestra a la banda grabar la canción junto a otros coristas.